# Seznam evroposlancev iz Danske (1999–2004)
Seznam evroposlancev iz Danske' v mandatu 1999-2004.

## Seznam
1. Bent Andersen (Evropa demokracij in raznolikosti)
2. Ole Andreasen (Evropska liberalna, demokratska in reformna stranka)
3. Freddy Blak (Evropska združena levica – Zelena nordijska levica)
4. Jens-Peter Bonde (Evropa demokracij in raznolikosti)
5. Niels Busk (Evropska liberalna, demokratska in reformna stranka)
6. Mogens Camre (Zveza za Evropo narodov)
7. Lone Dybkjær (Evropska liberalna, demokratska in reformna stranka)
8. Pernille Frahm (Evropska združena levica – Zelena nordijska levica)
9. Anne Jensen (Evropska liberalna, demokratska in reformna stranka)
10. Ole Krarup (Evropska združena levica – Zelena nordijska levica)
11. Torben Lund (Stranka evropskih socialistov)
12. Karin Riis-Jørgensen (Evropska liberalna, demokratska in reformna stranka)
13. Christian Rovsing (Evropska ljudska stranka - Evropski demokrati)
14. Ulla Sandbæk(Evropa demokracij in raznolikosti)
15. Ole Sørensen (Evropska liberalna, demokratska in reformna stranka)
16. Helle Thorning-Schmidt (Stranka evropskih socialistov)